# Hormoz Qarib
Hormoz Qarib (persisch هرمز قریب‎; * 1916 in Teheran) war ein iranischer Diplomat.
Er war der Sohn von Abbas Qoli Qarib (Motarjem-ol-Mamalek), einem Beamten des Außenministeriums.

## Bildung
Er studierte Wirtschaftswissenschaft und wurde zum Ph.D der Staatswissenschaft der Universität Istanbul promoviert.

## Werdegang
1937 trat er in den auswärtigen Dienst und wurde Konsul in Istanbul.
In der Folge war er stellvertretender Protokollchef, Gesandtschaftsrat in Bern, Prag und Teheran, Vorsitzender der iranischen Delegation bei der Irano-Türkischen-Grenz-Demarkationskommission. Er leitete die Abteilung Politik im Außenministerium.
Er hatte die Türkei und die meisten europäischen Länder bereist.
Er sprach Französisch, Englisch, Türkisch und etwas Deutsch.
Von 21. Oktober 1957 bis 1963 war er Botschafter in Bern.
Von 1964 bis 1968 war er Botschafter in Tokio und ab 27. Februar 1966 auch zeitgleich in Taiwan akkreditiert.
1970 wurde er Chef des Protokolls. In dieser Funktion engagierte er sich bis zum Nervenzusammenbruch vom 12. bis zum 16. Oktober 1971 an der 2500-Jahr-Feier der Iranischen Monarchie von Kyros II.
Vom 16. September 1977 bis 1979 war er Botschafter bei der italienischen Regierung in Rom.